# Don Bosco

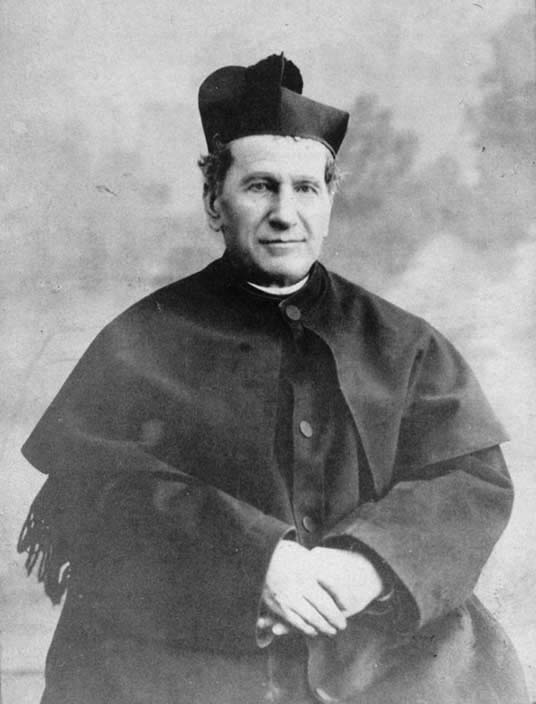
Don Giovanni Bosco, 1887

Giovanni Melchiorre Bosco (* 16. August 1815 in Becchi/Castelnuovo; † 31. Januar 1888 in Turin) war ein italienischer katholischer Priester, Reformpädagoge, Jugendseelsorger und Ordensgründer. Er wurde 1929 selig- und 1934 heiliggesprochen. Meist wird er Don Bosco genannt, nach der in einigen romanischen Sprachen für römisch-katholische Priester üblichen Anrede Don. Im Deutschen wird er auch Johannes Bosco genannt. 

## Leben
Giovanni Boscos Eltern Francesco Bosco und Margareta Occhiena waren Bauern aus dem Piemont. Im Alter von zwei Jahren wurde er durch den Tod des Vaters zur Halbwaise. Gemäß seinen Angaben hatte er als Neunjähriger einen Traum gehabt, aufgrund dessen er Priester werden wollte. Die Mutter konnte jedoch kein Geld für eine entsprechende Ausbildung aufbringen. Mit zwölf Jahren ging er bei einem Schneider in die Lehre. Vom Februar 1828 bis zum November 1829 verdingte er sich als Stallbursche auf einem Meierhof in Moncucco, um seiner Mutter nicht zur Last zu fallen und den Unterricht im Katechismus finanzieren zu können. Der ältere Halbbruder Antonio versuchte mit allen Mitteln, diesen Unterricht zu verhindern, um den jüngeren weiterhin zu Hause und auf dem Feld arbeiten zu lassen. Die Mutter zahlte Antonio die Erbschaft aus, worauf dieser die Familie für immer verließ. Giovanni konnte von 1831 bis 1835 das Gymnasium in Chieri besuchen. Zeitweise erwog er, bei den Franziskanern einzutreten, doch ein Traum hielt ihn davon ab. Stattdessen trat er 1835 in das Priesterseminar des Erzbistums Turin in Chieri ein. Die prägende Leseerfahrung seiner Seminarjahre von 1835 bis 1841 war die Nachfolge Christi von Thomas von Kempen.
1841 wurde Giovanni Bosco am Vortag des Passionssonntages zum Diakon geweiht, am 5. Juni desselben Jahres, dem Vortag des Dreifaltigkeitsfestes, zum Priester. Er ging nach Turin, um dort für arme und benachteiligte Jugendliche zu wirken. Nach mehreren Umzügen des Oratoriums und einer Phase als „Wanderoratorium“ konnte er 1846 im Turiner Stadtteil Valdocco in einem kleinen, heruntergekommenen Schuppen einen festen Platz für die Jugendlichen finden. Nach nur zwei Wochen intensiver Umbauarbeiten feierte Don Bosco dort die Osternachtsmesse. Am 18. Dezember 1859 gründete er eine religiöse Vereinigung, die 1874 von Papst Pius IX. als Gesellschaft des heiligen Franz von Sales (bekannt als Salesianer Don Boscos) anerkannt wurde. 1872 gründete er gemeinsam mit der später heiliggesprochenen Maria Mazzarello die Ordensgemeinschaft der Töchter Mariens, Hilfe der Christen (Don-Bosco-Schwestern); Ziel beider Vereinigungen war Erziehung und Fürsorge armer und benachteiligter Jugendlicher.
1876 gründete Bosco die noch im selben Jahr kirchlich bestätigte Vereinigung der Salesianischen Mitarbeiter, die heute den Namen Salesianische Mitarbeiter Don Boscos (SMDB, ital. Abkürzung ACS) trägt.
Bis zu Boscos Tod 1888 hatten die Salesianer 250 Häuser in Europa und Lateinamerika eröffnet, die ab 1846 rund 130.000 Jungen aufnahmen und rund 18.000 Lehrlinge ausbildeten. Bis 1888 entschieden sich rund 6.000 dieser Jugendlichen, Priester zu werden.
Don Bosco wurde in der Maria-Hilf-Basilika im Turiner Stadtteil Valdocco beigesetzt.

## Heiligsprechung

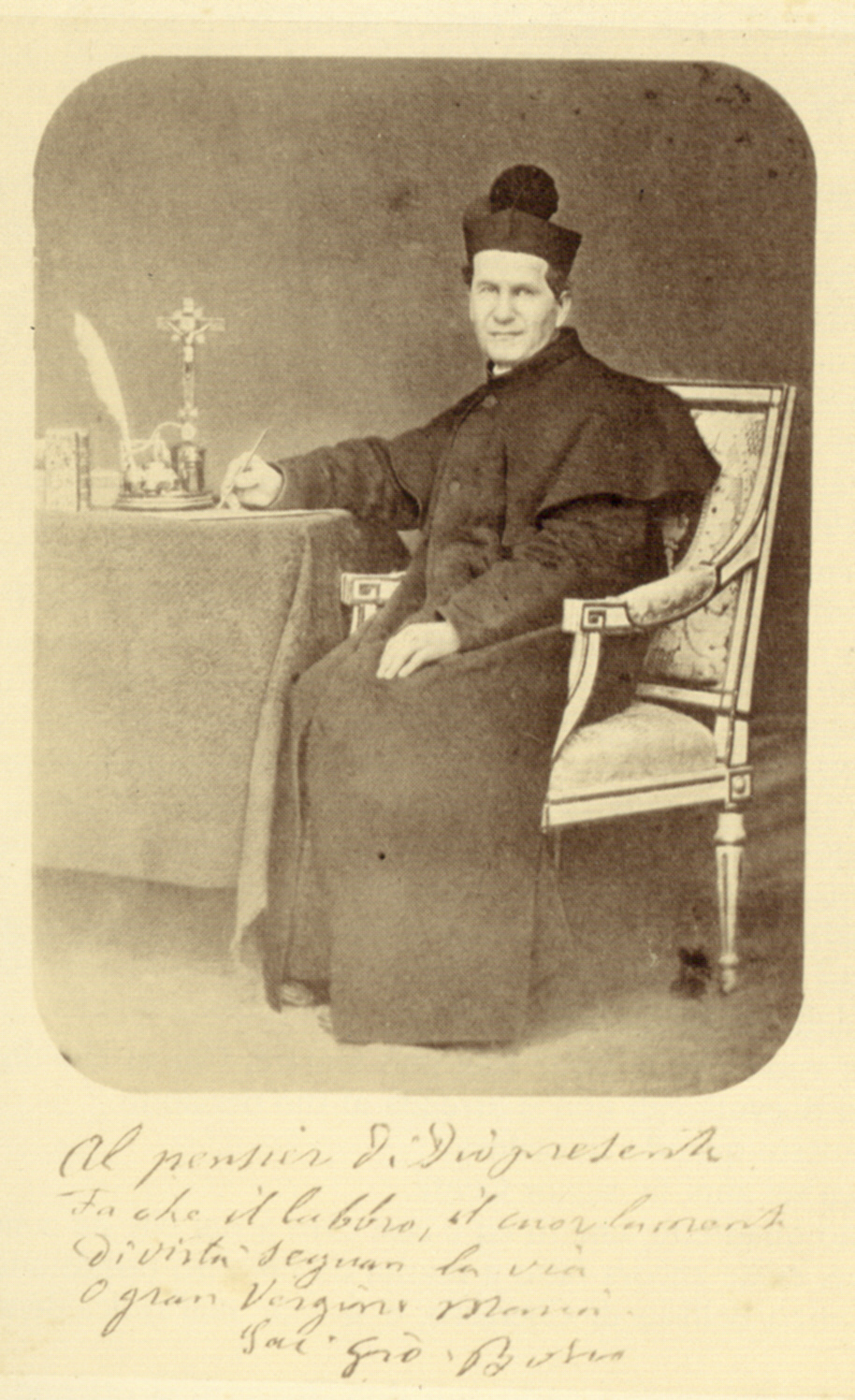
Don Bosco (1865/68)

1929 sprach Papst Pius XI. Bosco selig und am 1. April 1934 heilig. Bosco gehört damit neben den heiligen Giuseppe Benedetto Cottolengo (1786–1842), Giuseppe Cafasso (1811–1860), Leonardo Murialdo (1828–1900) und dem seligen Francesco Faà di Bruno (1825–1888) zu den Turiner Sozialheiligen des 19. Jahrhunderts.

## Pädagogik Don Boscos

### Erziehungssituation zur Zeit Boscos
Im beginnenden Industriezeitalter verringerte sich der erzieherische Einfluss vieler Eltern in den Städten, wie z. B. im schnell wachsenden Turin. Der Vater ging in der Regel früh aus der Wohnung und kehrte spät heim und auch die Mutter war nicht mehr wie in der vorindustriellen Zeit in der Lage, sich tagsüber um die Erziehung der Kinder zu kümmern. Aus gesellschaftlich bedingter Hilfslosigkeit der Eltern gerieten viele Kinder und Jugendliche in Verwahrlosung und Desorientierung. Tagsüber bis in den Abend hinein beschäftigten sie sich als Straßenkinder.
Die Erziehungsinstanzen Familie und Schule versagten, indem sie in der veränderten Berufs- und Lebenssituation die erforderlichen pädagogischen Korrekturen versäumten. Die Welt der Erwachsenen bot den Jugendlichen zu selten Normen und Werte an. Das Ich der Heranwachsenden war zu schwach, um sich den destruktiven Einflüssen entgegenzustellen. Durch das Beispiel Gleichaltriger angeregt, bildeten die Jugendlichen subkulturelle Gruppen von Altersgenossen, durch die sie nicht selten kriminell wurden.
Bosco erkannte, dass die Erziehung der Jugendlichen durch ihre Vernachlässigung gefährdet war. So formulierte er später, dass die Hauptursache des Fehlverhaltens nicht Bosheit oder Schlechtigkeit sei. Mit dieser Erklärung widersprach er gegenteiligen Auffassungen seiner Zeit. Für das Hineinwachsen in die Gesellschaft bot er den Jugendlichen verbindliche Hilfen mit dem Ziel an, faktisch und emotional integriert zu werden und bei der Integration beteiligt zu sein.

### Boscos Erziehungsziele und Erziehungsmittel
Die Jugendlichen sollten, so Don Boscos Grundgedanken:
1. lernen, die Strukturen in der Gesellschaft zu erkennen und zu bewältigen,
2. in diesen Strukturen Sinn und Wert zu verstehen, um
3. diese z. B. wirtschaftlichen und zwischenmenschlichen Strukturen mit Leben zu füllen, wobei die Strukturänderung als Option nicht abgelehnt wurde.

Anzufangen war jedoch mit dem Erkennen, das an die Erfahrung gekoppelt ist. So holte Bosco jene Jugendlichen zusammen und vermittelte ihnen erst einmal Geborgenheit durch Vertrauen und Anerkennung ihrer Person in ihren existenziellen Bedürfnissen. Außerdem unterrichtete er sie schulmäßig, wobei er immer wieder auf Prinzipien des hilfsbereiten und friedvollen Umgangs Wert legte: die Jugendlichen sollten einander Vorbild werden, sich nicht ärgern, andere wegen geistiger oder körperlicher Mängel nicht verspotten, geduldig und nicht hochmütig sein. In diesem Handlungsfeld einer auf Solidarität, Toleranz und Kooperation ausgerichteten Lerngruppe konnten sie die erzieherischen Impulse zur Entwicklung ihres eigenen Wertempfindens annehmen.

Logo der Salesianer Don Boscos

Um die zuvor erlebten Behinderungen des Erziehungsprozesses zu überwinden, arrangierte Bosco zuerst die Bedingungen, unter denen die Heranwachsenden Lebens- und Werterfahrungen sammeln konnten. Bosco sorgte für Unterkunft, Verpflegung, Kleidung und Sauberkeit der Jungen, indem er sie in einer Oratorium genannten offenen Herberge wohnen ließ. Es war ein Haus zum Leben, zum Spielen, zum Lernen und zum Einüben des christlichen Glaubens. Mit diesem ersten Ansatz seiner Präventiven Erziehungsmethode verwirklichte schon Bosco eine Pädagogik der Vorsorge, deren spätere Vertreter z. B. der Amerikaner Pater Edward Flanagan und ohne kirchlichen Bezug auch der Russe Anton Semjonowitsch Makarenko waren. Bosco beeinflusste die Lernbedingungen jedoch nicht nur im Oratorium, sondern beteiligte sich darüber hinaus auch an der Vereinbarung detaillierter Lehrlingsverträge für die Ausbildung im Handwerksberuf. Später erweiterte er das Oratorium und die offenen Häuser in anderen Städten mit Lehrwerkstätten und Schulen.
In seinem erzieherischen Handeln wirkte eine weitere Komponente erfolgreich mit. Einerseits distanzierte Bosco sich nicht vollkommen, wie es viele andere pädagogische Zeitgenossen für richtig hielten. Andererseits richtete er sein Handeln nicht nur prinzipiell auf das Feld der Erziehung. Er ließ in seinem Verhalten den persönlichen Bezug ausdrücklich zur Geltung kommen. Boscos Variante der erzieherischen Distanz bestand in wechselseitiger Anerkennung und Rücksichtnahme und wurde durch gegenseitiges Vertrauen gehalten, wobei der Jugendliche gehorchte und Bosco ihn nicht überforderte. Bosco und seine zusätzlich gewonnenen Mitarbeiter (unter anderem seine Mutter Margareta Occhiena) verbrachten den Alltag zusammen mit den jungen Menschen in partnerschaftlicher Lebensgemeinschaft. Die Jungen in seinem Oratorium verhielten sich wie Familienmitglieder; sie machten die Interessen der Hausgemeinschaft zu den ihrigen. Besonders bekannt wurde Domenico Savio, der im Alter von 12 Jahren zu Don Bosco kam und dessen Lebensprinzipien für einen friedlichen Umgang miteinander im Alltag der Kinder wirkungsvoll und überzeugend einsetzte. Wöchentlich besuchte Bosco sogar straffällig gewordene Jugendliche im Gefängnis, um ihnen bei der Entlassung einen neuen Anfang im Oratorium anzubieten.
Mit seinem Grundansatz des Präventivsystems vollzog Bosco die Abkehr vom zuvor oft ausgeübten Repressivsystem. Seine Erziehungsprinzipien waren Liebe, Vernunft und Glauben, die er zu verschiedenen Gelegenheiten partikulär und einander ergänzend erklärte. Beispielsweise ist die erzieherische Liebe nach Bosco durch drei Komponenten wie folgt gekennzeichnet: „Sie ist echt menschliche Liebe, sie wird getragen von Vernunft und ist im Glauben begründet“. Kurz-, mittel- und langfristige Ergebnisse bestätigten seinen Erziehungsansatz; die weltweite Akzeptanz und Präsenz der Salesianer Don Boscos zeigt es bis heute. Würdigung fand Bosco in kritischem Rückblick wie auch in der systematischen Einordnung durch die pädagogische Literatur; in einer erziehungswissenschaftlichen Einschätzung wurde er als „Meister der Präventivpädagogik“ tituliert.
Die in der sozialpädagogischen Literatur des 20. Jahrhunderts wiederholt erwähnte gesellschaftliche Perspektive des erzieherischen Wirkens war von Bosco bereits intendiert: Die Jugendlichen seines Oratoriums sollten anstreben, „tüchtige Bürger“ zu sein, damit „die kommende Generation … besseren Zeiten entgegensehen“ könne. Boscos direktem Einfluss war es auch zu verdanken, dass die Jugendlichen nach ihrer Ausbildung einem „Verein zur gegenseitigen Hilfe“ beitreten konnten, in dem schon 1850 Krankengeld und Arbeitslosenunterstützung gewährt wurde. Somit ist in der Arbeit Don Boscos der Ansatz einer katholischen Sozialbewegung erkennbar, wie sie in einem anderen Milieu Adolph Kolping in Deutschland begonnen hat.

## Verehrung

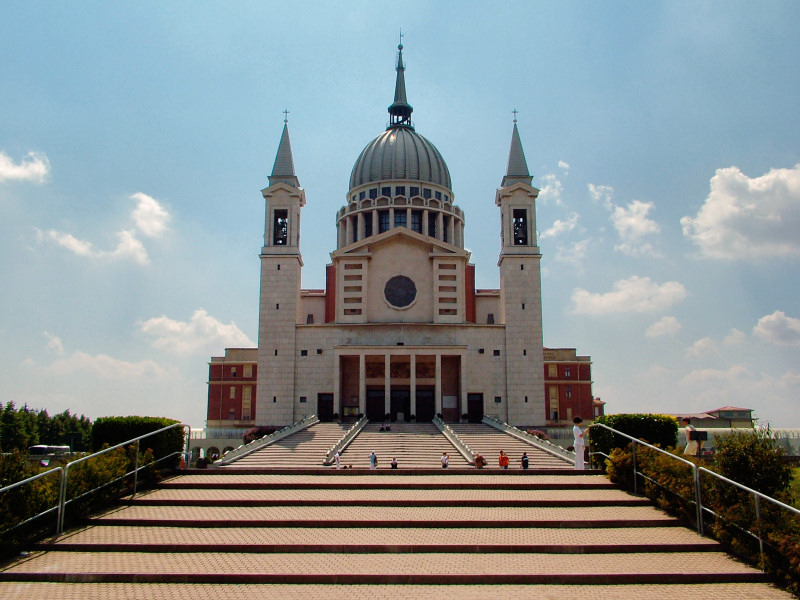
Basilika (Santuario) Don Bosco, Castelnuovo Don Bosco

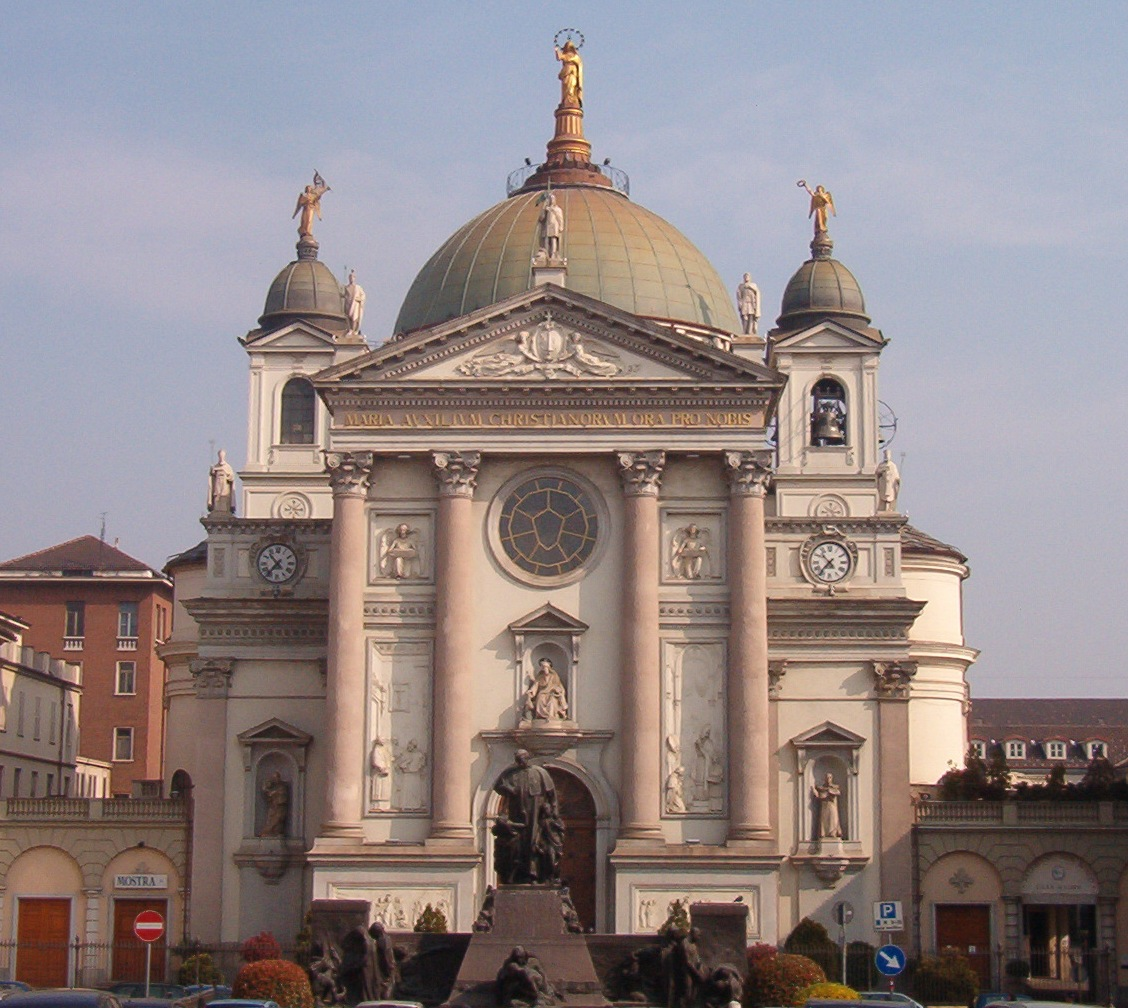
Basilika (Santuario) Maria Ausiliatrice, Valdocco, Turin

Zentren der Verehrung sind der Geburtsort Castelnuovo Don Bosco (mit Geburtshaus, Chiesa di Santa Maria Ausiliatrice, der urspr. Wallfahrtskirche des Don Bosco, und der Basilica (Santuario) di Don Bosco) sowie Turin-Valdocco mit der Grablege in der Basilica di Maria Ausiliatrice.
Eine Reliquie von Don Bosco, eine Urne mit seinem Gehirn, die sich in der Basilika Don Bosco auf dem Colle Don Bosco in Castelnuovo befand, wurde am 2. Juni 2017 von ihrem Platz hinter dem Altar entwendet und am 15. Juni wiedergefunden.

### Gedenktag
- Katholisch: 31. Januar (Gebotener Gedenktag im Allgemeinen Römischen Kalender), für die Salesianer selbst Hochfest (siehe Eigenfeiern der Salesianischen Familie).

### Patrozinien und Namensgebung
Schutzpatron ist Don Bosco etwa für Brasília (Hauptstadt Brasiliens), das Bistum Comodoro Rivadavia (Argentinien, ebenda Kathedrale) sowie seinen Geburtsort Castelnuovo Don Bosco. Daneben ist er Namensstifter und Schutzheiliger zahlreicher geographischer Orte. Außerdem führt eine Titeldiakonie (Titularamt eines Kardinals) in Rom seinen Namen: San Giovanni Bosco in via Tuscolana (Basilica di San Giovanni Bosco). Don Bosco ist Schutzpatron der Jugend und der Jugendseelsorger sowie für die Schweizer Jugendorganisation Jungwacht.
Zahlreiche Vereine weltweit unterstützen den Einsatz der Salesianer Don Boscos und der Don Bosco Schwestern für benachteiligte Kinder und Jugendliche. In Deutschland ist dies etwa Don Bosco Mondo (bisher Jugend Dritte Welt), in der Schweiz Jugendhilfe Weltweit und in Österreich Jugend Eine Welt – Don Bosco Aktion Österreich.
Siehe: Liste Don Bosco als Namensgeber

### Biographische Filme
- Don Bosco (1935), italienischer Film von 1935
- Don Bosco (1988), italienischer Film von 1988
- Don Bosco (2004), zweiteiliger italienischer Fernsehfilm von 2004